# سوانتی ۳۱۹۱
سیارک ۳۱۹۱ (به انگلیسی: 3191 Svanetia، نامگذاری:1979SX9) سه هزار و صد و نود و یکمین سیارک کشف شده‌است که در ۲۲ سپتامبر ۱۹۷۹ کشف شد.
قدر مطلق سیارک برابر ۱۲٫۱۰ است.